# Miloslav Rechcigl
Miloslav Rechcígl nebo Mila Rechcigl (* 30. července 1930 Mladá Boleslav) je český biochemik, spisovatel, editor, historik, životopisec a genealog. Je znám jako jeden ze zakládajících členů celosvětové Společnosti pro vědy a umění (Czechoslovak Society of Arts and Sciences), zde působil i jako její president.

## Životopis
Narodil se 30. července 1930 v Mladé Boleslavi. Jeho otec, Miloslav Rechcígl starší, byl před 2. světovou válkou prominentním politikem tehdejšího Československa, kdy byl nejmladším členem parlamentu a zastával funkci Presidenta asociace mlynářů Čech a Moravy. Po komunistickém převratu odešel z Československa a v roce 1950 emigroval do USA, kde v roce 1955 získal americké občanství. V letech 1951–1958 studoval na Cornell University, později pracoval ve Washingtonu, D.C. jako výzkumný pracovník a biochemik v Agency for International Development (AID).